# 김종완 (1988년)
김종완(1988년 7월 26일 ~)은 대한민국의 비보이, 뮤지컬 배우다.

## 방송
- 코리아 갓 탤런트 1 (2011) - Top10

## 공연
- 배틀 비보이 (2009~2011)
- 갈매기의 꿈 (2015)
- 사랑하면 춤을 춰라 (2015~2016)
- 파이어맨 (2017~)

## 영화
- 가업 (2009) - 종완 역
- 사자 (2019) - 완 / 그림자 역, 안무